# Badakhshan

Badakhshan, chia tách Gorno-Badakhshan, Tajikistan phía bắc, tỉnh Badakhshan, Afghanistan ở phía nam, phần nhỏ ở Tashkurgan, Trung Quốc phía đông

Badakhshan (tiếng Ba Tư: بدخشان/Pashto, Badaxšân tiếng Tajik: Бадахшон, Badaxşon; tiếng Nga: Бадахшан; tiếng Dungan: Бадахәшон, giản thể: 巴达赫尚; phồn thể: 巴達赫尚; bính âm: Bādáhèshàng, Xiao'erjing: بَا دَا کْ شًا, tên thời nhà Minh Trung Quốc: 巴丹沙) là một khu vực lịch sử bao gồm một phần của vùng đông bắc Afghanistan, phía đông Tajikistan và huyện Tashkurgan ở Trung Quốc.
Phần lớn Badakhshan lịch sử hiện nằm trong Khu tự trị Gorno-Badakhshan của Tajikistan ở phía đông nam đất nước. Tại Afghanistan tên được giữ lại ở tỉnh Badakhshan nằm ở đông bắc Afghanistan . Tại Trung Quốc huyện Tashkurgan ở trong khu tự trị Tân Cương.
Âm nhạc của Badakhshan là một phần quan trọng trong di sản văn hóa của khu vực.

Tajikistan: Khu tự trị Gorno-Badakhshan
Afghanistan: tỉnh Badakhshan